# Gustave Drioul
Gustave Drioul (28 de abril de 1876, Ixelles, Bélgica - 2 de junho de 1966, Ixelles, Bélgica) é um ciclista belga. Atuou profissionalmente entre os anos de 1902 a 1905.

## Competições
- 1904: 10º na classificação geral Tour de France 1904 [2]

Fez parte da equipe belga "Cycles JC - Pector".